# Aeschynomene
Aeschynomene is een geslacht uit de vlinderbloemenfamilie (Fabaceae). De soorten komen wereldwijd voor in warme regio's.

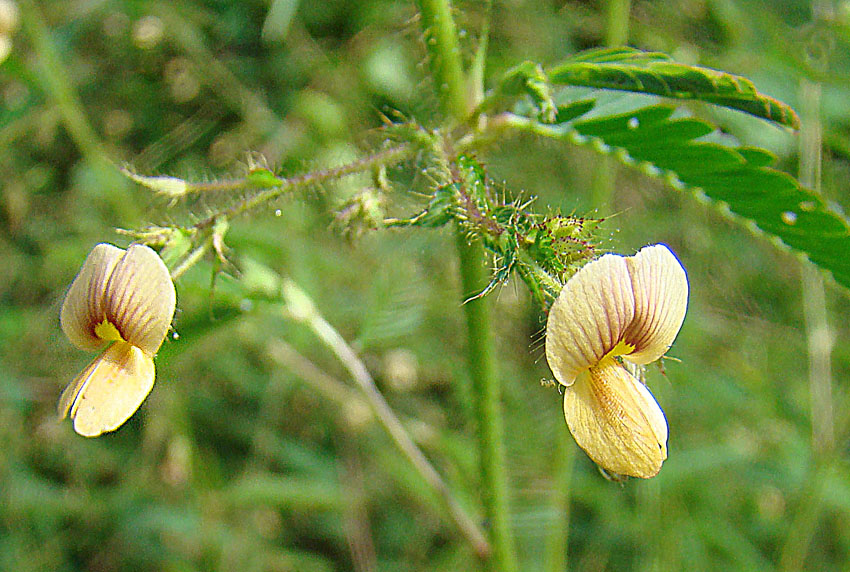
Aeschynomene americana

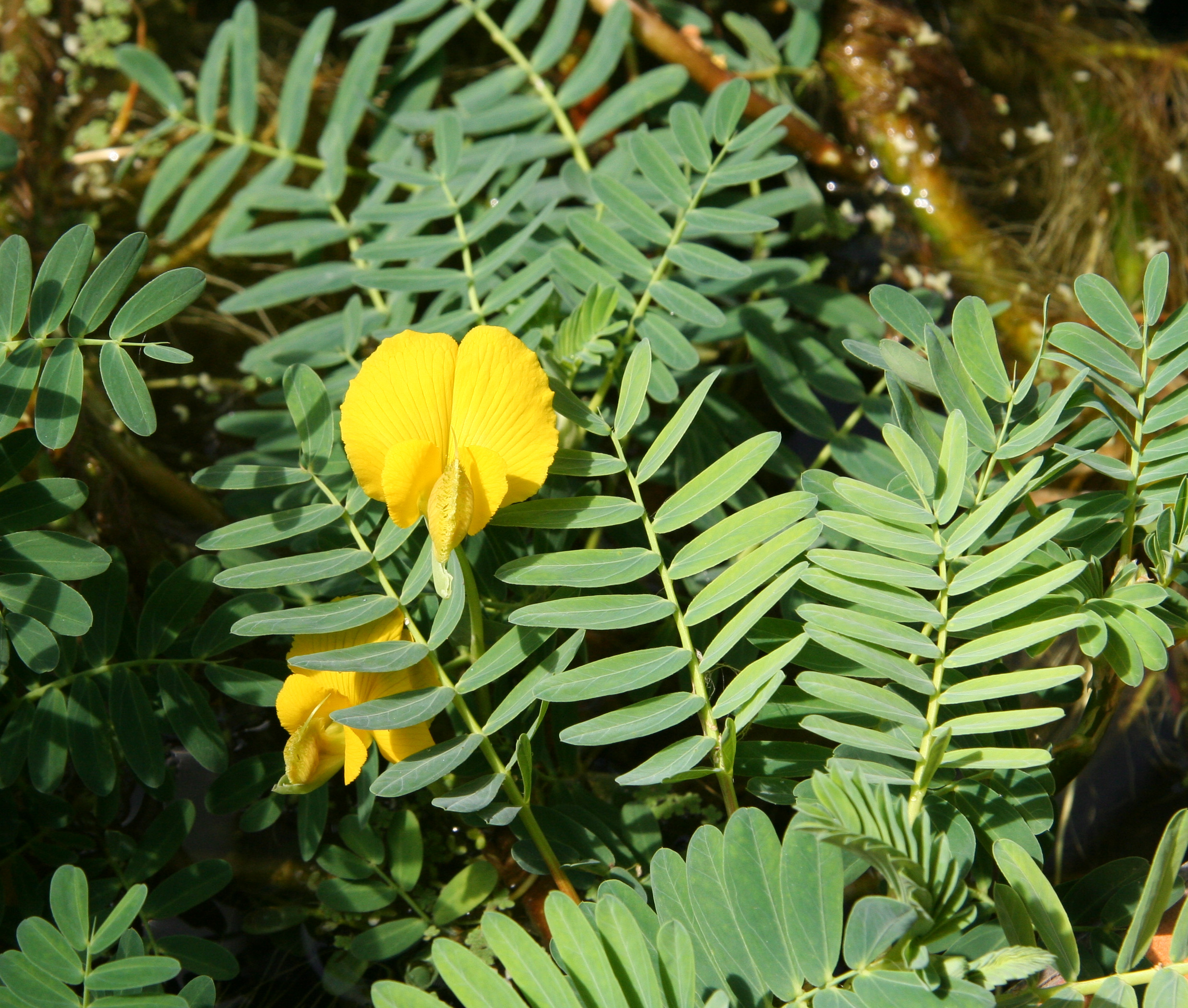
Aeschynomene fluitans

## Soorten
- Aeschynomene abyssinica (A. Rich.) Vatke
- Aeschynomene acapulcensis Rose
- Aeschynomene acutangula Baker
- Aeschynomene afraspera J. Léonard
- Aeschynomene americana L.
  - var. americana L.
  - var. flabellata Rudd
  - var. glandulosa (Poir.) Rudd
- Aeschynomene amorphoides (S. Watson) Robinson
- Aeschynomene angolense Rossberg
- Aeschynomene aphylla Wild
- Aeschynomene aspera L.
- Aeschynomene batekensis Troch. & Koechlin
- Aeschynomene baumii Harms
- Aeschynomene bella Harms
- Aeschynomene benguellensis Torre
- Aeschynomene bracteosa Baker
- Aeschynomene bradei Rudd
- Aeschynomene brasiliana (Poir.) DC.
- Aeschynomene brevifolia Poir.
- Aeschynomene brevipes Benth.
- Aeschynomene bullockii J. Léonard
- Aeschynomene burttii Baker f.
- Aeschynomene carvalhoi G.P. Lewis
- Aeschynomene chimanimaniensis Verdc.
- Aeschynomene ciliata Vogel
- Aeschynomene compacta Rose
- Aeschynomene crassicaulis Harms
- Aeschynomene cristata Vatke
  - var. cristata Vatke
  - var. pubescens J. León
- Aeschynomene curtisiae Johnston
- Aeschynomene deamii Robinson & Bartlett
- Aeschynomene debilis Baker
- Aeschynomene deightonii Hepper
- Aeschynomene denticulata Rudd
- Aeschynomene dimidiata Baker
- Aeschynomene egena (J.F. Macbr.) Rudd
- Aeschynomene elaphroxylon (Guill. & Perr.) Taub.
- Aeschynomene elegans Cham. & Schltdl.
- Aeschynomene evenia C. Wright
  - var. evenia C. Wright
  - var. serrulata Rudd
- Aeschynomene falcata (Poir.) DC.
- Aeschynomene fascicularis Cham. & Schltdl.
- Aeschynomene filosa Benth.
- Aeschynomene fluitans Peter
- Aeschynomene fluminensis Vell.
- Aeschynomene foliolosa Rudd
- Aeschynomene fulgida Baker
- Aeschynomene gazensis Baker f.
- Aeschynomene genistoides (Taub.) Rudd
- Aeschynomene glabrescens Baker
- Aeschynomene glauca R.E. Fr.
- Aeschynomene goetzei Harms
- Aeschynomene gracilipes Taub.
- Aeschynomene gracilis Vogel
- Aeschynomene grandistipulata Harms
- Aeschynomene guatemalensis (Standl. & Steyerm.) Rudd
- Aeschynomene heurckeana Baker
- Aeschynomene hintonii Sandwith
- Aeschynomene histrix Poir.
  - var. densiflora (Benth.) Rudd
  - var. histrix Poir.
  - var. incana (Vogel) Benth.
- Aeschynomene indica L.
- Aeschynomene interrupta Benth.
- Aeschynomene inyangensis Wild
- Aeschynomene katangensis De Wild.
- Aeschynomene kerstingii Harms
- Aeschynomene langlassei Rudd
- Aeschynomene latericola Verdc.
- Aeschynomene lateritia Harms
- Aeschynomene laxiflora Baker
- Aeschynomene leptophylla Harms
- Aeschynomene leptostachya Benth.
- Aeschynomene lorentziana Bacigalupo & Vanni
- Aeschynomene lyonnetii Rudd
- Aeschynomene magna Rudd
- Aeschynomene marginata Benth.
- Aeschynomene martii Benth.
- Aeschynomene maximistipulata Torre
- Aeschynomene mediocris Verdc.
- Aeschynomene megalophylla Harms
- Aeschynomene micranthos (Poir.) DC.
- Aeschynomene mimosifolia Vatke
- Aeschynomene minutiflora Taub.
- Aeschynomene mollicula Kunth
  - var. breviflora Rudd
  - var. mollicula Kunth
- Aeschynomene monteiroi Alf. Fern. & P. Bezerra
- Aeschynomene montevidensis Vogel
- Aeschynomene mossambicensis Verdc.
- Aeschynomene mossoensis J. Léonard
- Aeschynomene multicaulis Harms
- Aeschynomene nana Rudd
- Aeschynomene neglecta Hepper
- Aeschynomene nematopoda Harms
- Aeschynomene nicaraguensis (Oerst.) Standl.
- Aeschynomene nilotica Taub.
- Aeschynomene nivea Brandegee
- Aeschynomene nodulosa (Baker) Baker f.
  - var. glabrescens J. B. Gillett
  - var. nodulosa (Baker) Baker f.
- Aeschynomene nyassana Taub.
- Aeschynomene nyikensis Baker
- Aeschynomene oligophylla Harms
- Aeschynomene oroboides Benth.
- Aeschynomene palmeri Rose
- Aeschynomene paniculata Willd. ex Vogel
- Aeschynomene paraguayensis Rudd
- Aeschynomene pararubrofarinacea J. Léonard
- Aeschynomene parviflora Micheli
- Aeschynomene patula Poir.
- Aeschynomene paucifolia Vogel
- Aeschynomene paucifoliolata Micheli
- Aeschynomene petraea Robinson
- Aeschynomene pfundii Taub.
- Aeschynomene pinetorum Brandegee
- Aeschynomene pleuronervia DC.
- Aeschynomene pluriarticulata G. Don
- Aeschynomene podocarpa Vogel
- Aeschynomene portoricensis Urb.
- Aeschynomene pratensis Small
  - var. caribaea Rudd
  - var. pratensis Small
- Aeschynomene pringlei Rose
- Aeschynomene pseudoglabrescens Verdc.
- Aeschynomene pulchella Baker
- Aeschynomene purpusii Brandegee
- Aeschynomene pygmaea Baker
- Aeschynomene racemosa Vogel
- Aeschynomene rehmannii Schinz
  - var. leptobotrya (Harms ex Baker f.) J. B. Gillett
  - var. rehmannii Schinz
- Aeschynomene rhodesiaca Harms
- Aeschynomene riedeliana Taub.
- Aeschynomene rivularis Frapp.
- Aeschynomene rosei C.V. Morton
- Aeschynomene rostrata Benth.
- Aeschynomene rubrofarinacea (Taub.) F. White
- Aeschynomene rubroviolacea J. Léonard
- Aeschynomene rudis Benth.
- Aeschynomene ruspoliana Harms
- Aeschynomene sansibarica Taub.
- Aeschynomene scabra G. Don
- Aeschynomene schimperi A. Rich.
- Aeschynomene schindleri R. Vig.
- Aeschynomene schliebenii Harms
  - var. mossambicensis (Baker f.) Verdc.
  - var. schliebenii Harms
- Aeschynomene scoparia Kunth
- Aeschynomene selloi Vogel
- Aeschynomene semilunaris Hutch.
- Aeschynomene sensitiva Sw.
- Aeschynomene siifolia Baker
- Aeschynomene simulans Rose
- Aeschynomene solitariiflora J. Léonard
- Aeschynomene sparsiflora Baker
- Aeschynomene standleyi A.R. Molina
- Aeschynomene stipitata Burtt Davy
- Aeschynomene stipulosa Verdc.
- Aeschynomene stolzii Harms
- Aeschynomene tambacoundensis Berhaut
- Aeschynomene tenuirama Baker
- Aeschynomene tenuis Griseb.
- Aeschynomene trigonocarpa Baker f.
- Aeschynomene tsaratanensis Du Puy & Labat
- Aeschynomene tumbezensis J.F. Macbr.
- Aeschynomene uniflora E. Mey.
- Aeschynomene unijuga (M.E. Jones) Rudd
- Aeschynomene upembensis J. Léonard
- Aeschynomene venulosa Verdc.
- Aeschynomene vigil Brandegee
- Aeschynomene villosa Poir.
  - var. longifolia (Micheli) Rudd
  - var. mexicana (Hemsl. & Rose) Rudd
  - var. villosa Poir.
- Aeschynomene virginica (L.) Britton & al.
- Aeschynomene viscidula Michx.
- Aeschynomene vogelii Rudd
- Aeschynomene warmingii Micheli
- Aeschynomene weberbaueri Ulbr.

... · 
Abrus · 
Acacia · 
Acosmium · 
Adenanthera · 
Adenocarpus · 
Adenodolichos · 
Adenopodia · 
Adesmis · 
Aenictophyton · 
Aeschynomene · 
Afzelia · 
Aganope · 
Albizia · 
Alhagi · 
Alysicarpus · 
Amblygonocarpus · 
Amherstia · 
Andira · 
Angylocalyx · 
Aotus · 
Anthyllis · 
Arachis · 
Archidendropsis · 
Aspalathus · 
Astragalus (hokjespeul) · 
Austrosteenisia · 
Baphia · 
Bauhinia · 
Brachystegia · 
Bolusafra · 
Butea · 
Caesalpinia · 
Cajanus · 
Calicotome · 
Carmichaelia · 
Carrissoa · 
Cassia · 
Castanospermum · 
Ceratonia · 
Chamaecytisus · 
Cicer · 
Clianthus · 
Clitoria · 
Cordyla · 
Coronilla · 
Crotalaria · 
Cyamopsis · 
Cyclopia (honingbos) · 
Cytisus · 
Dalbergia · 
Daviesia · 
Delonix · 
Derris · 
Dialium · 
Dicraeopetalum · 
Dichrostachys · 
Dipteryx · 
Enterolobium · 
Eperua · 
Erythrina (koraalboom) · 
Erythrophleum · 
Faidherbia · 
Genista (heidebrem) · 
Glycine · 
Glycyrrhiza · 
Hardenbergia · 
Hovea · 
Indigofera · 
Inga · 
Lathyrus · 
Lens · 
Lonchocarpus · 
Lotus (rolklaver) · 
Lupinus (lupine) · 
Macrotyloma · 
Medicago (rupsklaver) · 
Melilotus (honingklaver) · 
Mimosa · 
Mora · 
Myroxylon · 
Newtonia · 
Onobrychis · 
Ononis (stalkruid) · 
Ormosia · 
Ougeinia · 
Pachyrhizus · 
Parkia · 
Parkinsonia · 
Parochetus · 
Pericopsis · 
Phaseolus · 
Physostigma · 
Pisum (erwt) · 
Prosopis · 
Psophocarpus · 
Psoralea · 
Pterocarpus · 
Pueraria · 
Racosperma · 
Robinia · 
Rothia · 
Securigera · 
Senegalia · 
Senna · 
Serianthes · 
Sesbania · 
Sophora · 
Spartium · 
Sphenostylis · 
Streblorrhiza · 
Strongylodon · 
Stylosanthes · 
Styphnolobium · 
Swainsona · 
Tamarindus · 
Tephrosia · 
Teramnus · 
Tetragonolobus · 
Tetrapleura · 
Trifolium (klaver) · 
Trigonella (hoornklaver) · 
Ulex · 
Uraria · 
Vachellia · 
Vicia (wikke) · 
Vigna · 
Viminaria · 
Virgilia · 
Wisteria (blauweregen) · 
Zornia · 
Zygocarpum · 
...